# Baclofen
Baclofen ist ein Arzneistoff aus der Gruppe der Muskelrelaxantien. Es wird zur Behandlung der Spastik bei Rückenmarksverletzungen und Multipler Sklerose eingesetzt.

## Chemisch-physikalische Eigenschaften
Baclofen ist ein weißes, geruchloses kristallines Pulver, gering wasserlöslich, sehr gering löslich in Methanol und unlöslich in Chloroform. Auch in Aceton und in Diethylether ist es praktisch unlöslich. Chemisch handelt es sich um ein chirales Derivat der γ-Aminobuttersäure (GABA). Pharmazeutisch wird das Racemat von Baclofen verwendet. Beim Erhitzen auf über 50 °C spaltet Baclofen Wasser ab und cyclisiert zum Lactam 4-(4-Chlorphenyl)pyrrolidin-2-on. Diese Reaktion ist sogar in wässriger Lösung nachweisbar.

## Darstellung
Es gibt zwei verschiedene Wege, Baclofen zu synthetisieren. Durch die Kondensation von 4-Chlorbenzaldehyd mit zwei Molekülen Malonester, anschließender Verseifung und Decarboxylierung wird eine substituierte Glutarsäure erhalten. Eine Dehydratisierung führt dann zum cyclischen Anhydrid, das dann mit Ammoniak zum Glutarimid umgesetzt wird. Die Umsetzung mit einer alkalischen Lösung von Brom liefert in einer Hofmann-Umlagerung Baclofen.
Ein zweiter Syntheseweg geht von 4-Chlorzimtsäureethylester aus. Dieser wird mit Nitromethan in einer Nitro-Michael-Addition in Anwesenheit einer Base zum β-(4-Chlorphenyl)-γ-nitrobuttersäureester umgesetzt. Die Reduktion mit Wasserstoff in Anwesenheit von Raney-Nickel ergibt eine β-(4-Chlorphenyl)-γ-aminobuttersäure, die nach Esterverseifung zum Baclofen führt.

## Wirkung
Baclofen wirkt als spezifischer Agonist an den GABAB-Rezeptoren der Synapsen und Nerven des Rückenmarks von Säugetieren. Ohne entsprechende ständige Kontrolle aus dem Gehirn überwiegen im Rückenmark die spastischen Reflexmechanismen. Diese können bei Kranken so stark sein, dass sie aus dem Schlaf aufwachen und starke Schmerzen verspüren.
Baclofen wirkt an den Reflexbögen des Rückenmarkes. Vor allem an den sogenannten Renshaw-Zellen kann es den natürlichen antispastischen Effekt der GABA nachahmen. Die notwendige Dosis bei intrathekaler Gabe variiert, ist aber weitaus kleiner als bei oraler Gabe.
Die Substanz wirkt nicht am GABA-Rezeptor der Fruchtfliege.
Als GABA-Rezeptor-Agonist ähnelt Baclofen in seiner Wirkung dem Muscimol des Fliegenpilzes.

### Pharmakokinetik
Die Substanz wird nach oraler Gabe komplett aufgenommen. Ihre Plasmahalbwertszeit liegt bei drei bis vier Stunden. Der Arzneistoff wird zum großen Teil unverändert über die Nieren ausgeschieden. Hauptmetabolit ist die in geringem Umfang gebildete 3-(4-Chlorphenyl)-4-hydroxybutansäure, die selbst keine Wirkung aufweist.

### Überdosierung
Infolge einer Baclofen-Überdosierung können Symptome wie
Übelkeit,
Erbrechen,
Schwäche,
Schwindel,
Atemschwäche,
veränderte Pupillen,
erniedrigter Blutdruck (Hypotonie),
verminderte Herzfrequenz (Bradykardie) und eine
verminderte Körpertemperatur (Hypothermie) auftreten.
Auch das Auftreten von Komata wurde beobachtet.

## Therapeutische Verwendung
Baclofen wurde ursprünglich als Medikament zur Behandlung der Epilepsie entwickelt. Das erste Mal wurde es vom Chemiker Heinrich Keberle 1962 in der damaligen Ciba synthetisiert, die den Wirkstoff 1968 patentierte. Die antiepileptische Wirksamkeit war jedoch nicht vorhanden (vielmehr senkt Baclofen die Krampfschwelle und ist bei Epilepsie kontraindiziert), der antispastische Effekt aber brauchbar.

### Spastizität
Baclofen ist zugelassen zur Behandlung schwerer chronischer Spastizität bei Multipler Sklerose, nach Verletzungen des Rückenmarks oder zerebraler Genese, die mit einer Standardtherapie nicht erfolgreich behandelt werden kann. Baclofen wurde und wird noch immer mit wechselndem Erfolg oral verabreicht. Bei schwer kranken Kindern ist allerdings die notwendige orale Dosis so groß, dass die Nebenwirkungen die Therapie begrenzen und infolgedessen die intrathekale Gabe eine Therapieoption ist. Bei der intrathekalen Verabreichung wird eine Baclofenlösung direkt in den Liquor cerebrospinalis infundiert. Die intrathekale Gabe ist bei Spastikpatienten deswegen notwendig, weil nur eine sehr geringe Menge der oral verabreichten Substanz am Wirkort an den Nerven des Rückenmarkes ankommt und daher als Alternative nur hohe orale Dosierungen mit entsprechenden Nebenwirkungen zur Verfügung stehen.
Die intrathekale Verabreichung wird vor allem bei Patienten mit Multipler Sklerose gewählt, die schwere schmerzhafte Spasmen haben, die durch orales Baclofen oder andere Medikamente nicht kontrollierbar sind. Es wird eine Testdosis verabreicht, um die Wirksamkeit nachzuweisen. Falls die Testdosis erfolgreich war, wird ein Katheter intrathekal gelegt, über den eine computergesteuerte implantierte Pumpe das Medikament als Dauertherapie zuführt. Der Vorratsbehälter der Pumpe kann durch die Haut von außen wieder aufgefüllt werden. Nachteil des Pumpensystems ist sein Preis von 20.000 Euro und die aufwändige Implantation und Pflege, so dass eine strenge Patientenauswahl notwendig ist.

### Alkoholismus
Der französische Kardiologe Olivier Ameisen unternahm einen erfolgreichen Selbstversuch mit hoch dosiertem Baclofen zur Behandlung der Alkoholabhängigkeit, dessen Verlauf 2005 in der Fachzeitschrift “Alcohol and Alcoholism” veröffentlicht wurde. Einer breiten Öffentlichkeit macht er seine Erfahrungen in dem biographisch angelehnten, mittlerweile in mehreren Sprachen erschienenen, Buch “Das Ende meiner Sucht” zugänglich.
Eine im Jahr 2019 veröffentlichte international durchgeführte systematische Übersichtsarbeit kam zu dem Ergebnis, dass Baclofen ein vielversprechendes Medikament zur Behandlung des Alkoholmissbrauchs bei mittelschweren bis schweren Fällen ist, hier allerdings weitere Studien z. B. im Hinblick auf die ideale Behandlungsdauer sowie die Risiken aufgrund der Kombination von Alkohol und Baclofen erforderlich sind.
Ein Überblick über die potentiellen Wirkmechanismen von Baclofen bei Alkoholkonsumstörungen (AUD) wurde durch Renaud de Beaurepaire publiziert.
In Frankreich ist Baclofen seit Oktober 2018 durch die Nationale Agentur für die Sicherheit von Arzneimitteln und Gesundheitsprodukten (ANSM) ferner zur Behandlung von Alkoholabhängigkeit zugelassen. Vorangegangen war im Jahr 2014 eine vorläufige, auf drei Jahre beschränkte, Genehmigung für die ärztliche Verordnung.
In Deutschland ist eine ärztliche Verordnung zur Behandlung der Alkoholkrankheit derzeit nur im Off-Label-Use möglich und wird durchaus kontrovers diskutiert.

### Andere Anwendungen
Baclofen kann möglicherweise auch Refluxepisoden, Aufstoßen und pH-metrisch die Phasen von pH-Werten unter 4,0 bei einer Refluxösophagitis (GERD) reduzieren, wie eine Doppelblind-Studie zeigte.
Die Bedeutung der GABAB-Rezeptoren für die Entstehung von Angst wurde in verschiedenen Studien untersucht und in diesem Zusammenhang die Wirkung von Baclofen bei Angst und Depressionen in Tierversuchen nachgewiesen.
Baclofen wird auch bei persistierendem Schluckauf verabreicht.

## Handelspräparate
Lebic (D), Lioresal (D, A, CH) sowie Generika (D, CH); Baclocur (F)